# Gisella Duarte
Gisella Duarte (ur. 21 listopada 1977 w Peru) – peruwiańska siatkarka, występująca jako środkowa. Obecnie występuje w drużynie Club de Regatas Lima.